# Avispado
Avispado est un taureau de combat de la ganadería de Sayalero y Bandres. Il porte le nom d'un catégorie de taureaux connus pour leur dangerosité : les avispados  désignés encore comme taureaux  avisados. ou sentidos (qui ont la connaissance).
Né au mois de mars 1980, c'est un taureau noir marqué du chiffre 9. Il est d'assez petite taille  (236 kg), mais c'est un animal avisado, donc  fort dangereux.
Il est à l'origine de la mort d'un  matador qu'il a mortellement encorné: Francisco Rivera Paquirri le 26 septembre 1984, dans les arènes de Pozoblanco (Espagne, province de Cordoue).  Il était le deuxième toro du maestro ce jour-là.
Les témoins de la scène décrivent son hachazo (coup de tête violent) au moment où le matador le passe par véroniques en regardant le public : « le taureau soulève l'homme comme une feuille de papier. »
Sa tête est exposée chez Juan Carlos Lora, aficionado de Gelves, province de Séville de la communauté autonome d’Andalousie, à côté de celle  de « Mosquetero », le premier taureau de combat de la même corrida de ce jour.
L'exposition des taureaux meurtriers est une coutume décrite par Marc Lambron dans son  livre L'Impromptu de Madrid publié en 1988 aux éditions Flammarion et qui a reçu le Prix des Deux Magots l'année suivante. Avispado y est cité en même temps qu'Islero et Burlero, qui tua El Yiyo un an plus tard. Il y est cité comme issu d'un élevage Miura.